# 바카디
바카디(스페인어: Bacardi 바카르디[*])는 1862년 쿠바에서 설립된 럼 회사이다. 세계 최대 규모의 비상장 가족 소유 주류 회사이다. 원래 바카디 브랜드의 화이트 럼으로 알려졌던 이 회사는 현재 200개 이상의 브랜드와 라벨로 구성된 포트폴리오를 보유하고 있다. 1862년 파쿤도 바카디 마소(Facundo Bacardí Massó)가 쿠바에서 설립한 바카디 리미티드는 7대에 걸쳐 가족 소유로 운영되어 왔으며, 약 170개국에서 8,000명 이상의 직원을 고용하고 있다. 바카디 리미티드는 전체적으로 회사 그룹이며 바카디 인터내셔널 리미티드(Bacardi International Limited)를 포함한다.
바카디 리미티드는 버뮤다 해밀턴에 본사를 두고 있으며 창립자의 증손자이자 이사회 의장인 파쿤도 L. 바카디(Facundo L. Bacardi)가 이끄는 이사회를 보유하고 있다.